# Karus Kahanez
Kasimir-Rafail Karlawitsch Kastrawitski, besser bekannt als Karus Kahanez (eigentlich Kazimir Kastravicki; * 10. Februar 1868 in Tobolsk; † 20. Mai 1918 in Primogilje, Rajon Dsjarschynsk (Minskaja Woblasz)) war ein belarussischer Dichter, Romancier, Dramatiker, Kinderbuchautor, Autor der ersten belarussischen Lehrbücher, Übersetzer, Sprachwissenschaftler, Volkskundler, Maler und Bildhauer. Karus Kahanez war Mitautor bei Naša Niva und erreichte in Belarus zu Beginn des 20. Jahrhunderts einen hohen Bekanntheitsgrad. Er war ein Verwandter des französischen Poeten Guillaume Apollinaire.

## Leben

### Kindheit
Die Eltern Kasimir-Rafail Kastrawitskis, Karl Samuilovitsch Kastrawitski und Elena Tadeuschewna Kastrawitska, entstammten wohlhabenden Adelsfamilien. Mutter Elena bekam ihre Bildung in Vilnius und heiratete neunzehnjährig den 21 Jahre älteren Karl Kastrawitski. Dieser und viele nahe Verwandte nahmen aktiv am Januaraufstand von Kastus Kalinowskij (1863–1864) teil und wurden nach der Niederschlagung des Aufstandes mit ihren Familien nach Sibirien verbannt. Kastrawitski kam nach Tobolsk, wo 1868 der Sohn Kasimir geboren wurde. Die ersten sechs Lebensjahre verbrachte er in der Verbannung in Tobolsk, bis die Familie 1874 wieder nach Belarus zurückkehren durfte. Die Familie ließ sich im Dorf Zasulje nieder, wo Kasimirs Vater im Alter von 60 Jahren starb und seine Frau mit vier Kindern ohne Lebensunterhalt hinterließ. Schon mit 6 Jahren arbeitete Kasimir als Hirte und verbrachte viel Zeit im Freien, was ihn später zu Beschreibungen der Schönheit der belarussischen Landschaft anregte. Die Familie lebte in ärmlichen Verhältnissen und Kasimir's Mutter heiratete ein zweites Mal. Nach dem Umzug nach Prymagille, wo die Mutter ihr nicht beschlagnahmtes Land zurückbekam, lebte die Familie wieder wohlhabend, hatte sogar Diener und eine Bäckerei.
Kasimir, der anscheinend vom Stiefvater nicht geliebt und von der Mutter außer Acht gelassen wurde, verließ das Haus, arbeitete weiter als Hirte in einem benachbarten Landkreis und befreundete sich mit Bauernkindern.
Seine Bildung bekam Karus erst in einer städtischen Schule in Minsk, später studierte er an der Moskauer Hochschule für Malerei, Bildhauerei und Architektur. 1893 begann er seine literarische Tätigkeit und veröffentlichte eigene Werke in verschiedenen Zeitschriften.

### Literarische und Soziale Tätigkeit

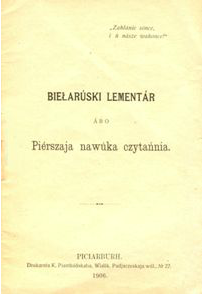
Беларускі лемантар, або першая навука чытання

In den Jahren 1890 bis 1900 veröffentlichte Karus Kahanez seine Bearbeitungen von Volksmärchen in den Zeitungen Minskij Listok und Severo-Zapadnyj Kraj. Im Jahre 1902 gründete er zusammen mit Anton und Iwan Luzkevich, Aleksandr Burbis, Eloisa Pashkewitch und anderen die Belorussische Revolutionäre Partei, die 1903 ihren Namen in „Belarussische Sozialistische Hramada“ (Biełaruskaja sacyjalistyčnaja hramada) änderte.
1904 gründete Kahanez die Zeitung Polesje. 1905 nahm er an der ersten Bauerntagung in Belarus teil.

### Verhaftung
Bereits im Jahr 1905 nach der Organisation einer Kundgebung wurde Kahanez verhaftet und musste bis Mai 1906 die erste Freiheitsstrafe in Minsk verbüßen.
Im gleichen Jahr entstand der erste legale belarussische Verlag In unser Fensterchen wird die Sonne auch hineinblicken, um den sich die belarussische Intelligenz sammelte. Der Verlag fing mit dem Druck von belarussischen Lehrbüchern an und als erstes Buch wurde die Belarussische Lesefibel von Karus Kahanez veröffentlicht.

## Werke

### Verarbeitung von Volksmärchen
- Скрыпач і ваўкі
- Журавель і чапля
- Што кажух, то не вата

### Essays
- Вандроўка кроплі вады
- Год
- Нашыя птушкі

### Erzählungen
- Бывалы Юр у Мінску
- З нашага жыцця
- Тры алешыны
- На сплаве[4]

### Komödien
- Модный щляхцюк (1910)
- Двойчы прапiлi

### Dramen
- У iншым шчасцi няшчасце схавана
- Страхажовы курган
- Сын Данiла[5]

### Lehrbücher
- Беларускі лемантар, або Першая навука чытання, 1906.

## Nachweise
1. ↑  pawet.net
2. ↑  Карусь Каганец – Биография (Memento vom 14. Juli 2014 im Internet Archive) (bukvaved.com)
3. ↑  Severo-Zapadnyj Kraj
4. ↑  dzerlib.by
5. ↑  Тэатральная Беларусь, энцыклапедыя 1, Мінск, Беларуская энцыклапедыя 2002.

| Personendaten    | Personendaten                                                                                       |
| ---------------- | --------------------------------------------------------------------------------------------------- |
| NAME             | Kahanez, Karus                                                                                      |
| ALTERNATIVNAMEN  | Kastrawitski, Kasimir-Rafail Karlawitsch; Kastravicki, Kazimir (wirklicher Name)                    |
| KURZBESCHREIBUNG | belarussischer Schriftsteller, Übersetzer, Sprachwissenschaftler, Volkskundler, Maler und Bildhauer |
| GEBURTSDATUM     | 10. Februar 1868                                                                                    |
| GEBURTSORT       | Tobolsk                                                                                             |
| STERBEDATUM      | 20. Mai 1918                                                                                        |
| STERBEORT        | Primogilje, Rajon Dsjarschynsk (Minskaja Woblasz)                                                   |